# Chlortalidone
Chlortalidone, còn được gọi là chlorthalidone, là một loại thuốc lợi tiểu được sử dụng để điều trị huyết áp cao, sưng phù bao gồm các chứng sưng do suy tim, suy gan và hội chứng thận hư, đái tháo nhạt và nhiễm toan ở ống thận. Trong huyết áp cao, đây là phương pháp điều trị ban đầu được ưa thích; Chlortalidone huyết áp kháng cao được ưu tiên hơn hydrochlorothiazide. Nó cũng được sử dụng để ngăn ngừa sỏi thận do calci. Nó được uống bằng miệng. hiệu ứng thường bắt đầu trong vòng ba giờ và kéo dài đến 3 ngày.
Các tác dụng phụ thường gặp bao gồm kali máu thấp, lượng đường trong máu cao, chóng mặt và rối loạn chức năng cương dương. Các tác dụng phụ nghiêm trọng khác có thể bao gồm bệnh gút, dị ứng và huyết áp thấp. Chlortalidone có nguy cơ tác dụng phụ cao hơn hydrochlorothiazide. Mặc dù nó có thể được sử dụng trong thai kỳ, nó là một lựa chọn ít được ưa thích hơn. Cụ thể nó là một loại thuốc lợi tiểu giống thiazide. Cách thức hoạt động của nó không hoàn toàn rõ ràng nhưng được cho là liên quan đến việc tăng lượng natri và nước bị mất do thận.
Chlortalidone được cấp bằng sáng chế vào năm 1957 và được đưa vào sử dụng y tế vào năm 1960. Nó có sẵn như là một loại thuốc gốc. Tại Hoa Kỳ, chi phí bán buôn là khoảng US$ 13,50 một tháng. Năm 2016, đây là loại thuốc được kê đơn nhiều thứ 174 tại Hoa Kỳ với hơn 3 triệu đơn thuốc.

## Sử dụng trong y tế

### Huyết áp cao
Chlortalidone được coi là một loại thuốc đầu tiên để điều trị huyết áp cao, và nó được ưa chuộng hơn hydrochlorothiazide  vì hiệu quả cao hơn và vì có nhiều bằng chứng ủng hộ việc sử dụng nó. Một phân tích tổng hợp các thử nghiệm về chlortalidone đối với chứng huyết áp cao cho thấy rằng liều chlortalidone thấp hơn (ví dụ: 12,5   mg mỗi ngày trong nghiên cứu ALLHAT) có tác dụng hạ huyết áp tối đa và liều cao hơn không làm giảm huyết áp nhiều hơn.
Chlortalidone có tác dụng tăng huyết áp một cách khiêm tốn so với hydrochlorothiazide  nhưng hai loại thuốc này có tác dụng tương tự trong việc hạ kali. Các thuốc lợi tiểu giống thiazide (chlortalidone và indapamide) có hiệu quả hơn thuốc lợi tiểu loại thiazide (bao gồm hydrochlorothiazide) để giảm nguy cơ đau tim, đột quỵ và suy tim ở những người bị huyết áp cao và giống như thiazide và thuốc lợi tiểu loại thiazide có tỷ lệ tác dụng phụ tương tự nhau.
Chlortalidone có hiệu quả hơn hydrochlorothiazide để phòng ngừa suy tim ở những người bị huyết áp cao.